# Clementina Arderiu
Pour les articles homonymes, voir Arderiu.
Clementina Arderiu i Saguela, née à Barcelone le 6 juillet 1889 et morte le 17 février 1976 dans cette même ville, est une poétesse catalane.

## Biographie
Son œuvre est influencée par Josep Carner. 
En 1912, elle gagne les Jeux Floraux. 
Elle épouse Carles Riba en 1916. La même année, elle commence son œuvre L'alta llibertat qu'elle publie en 1920. 
Durant la guerre d'Espagne, elle s'exile en France avec son mari. Le couple rentre à Barcelone en 1943. 
Elle décède à Barcelone le 17 février 1976.